# Tony Mendez
Tony Mendez, nome completo Antonio Joseph Mendez (Eureka, 15 novembre 1940 – Frederick, 19 gennaio 2019), è stato un agente segreto statunitense, ex membro della CIA.

## Biografia
La fama di Mendez deriva dal successo dell'operazione di salvataggio da lui ideata nel 1979, durante la crisi degli ostaggi in Iran, Canadian Caper. L'operazione segreta congiunta tra Stati Uniti e Canada e da lui capitanata riuscì a salvare sei diplomatici statunitensi a Teheran, dopo la rivoluzione iraniana del 1979. Dal suo libro autobiografico sulla vicenda, Argo, Ben Affleck ha tratto l'omonimo film del 2012. Nel 2009 gli venne diagnosticata la malattia di Parkinson. Morì il 19 gennaio 2019, reso totalmente invalido dalla patologia neurologica, all'età di 78 anni.

## Opere
- Antonio Mendez, The Master of Disguise: My Secret Life in the CIA, 2000.
- Antonio Mendez, Jonna Mendez; Bruce B. Henderson, Spy Dust, 2003.
- Antonio Mendez, Matt Baglio, Argo. Come la CIA e Hollywood hanno salvato sei ostaggi americani a Teheran, traduzione di Sara Crimi e Laura Santi, Milano, Mondadori, 2012, ISBN 978-88-04-62440-0.
- The Moscow Rules: The Secret CIA Tactics that Helped America Win the Cold War, 2019. Postumo